# Elisabeth-Selbert-Gesamtschule
Die Elisabeth-Selbert-Gesamtschule (bis September 2011 Gesamtschule Bonn-Bad Godesberg) ist eine Schule der Stadt Bonn. 1120 Schüler besuchten im Schuljahr 2010/2011 die Schule. An der Schule können alle Abschlüsse der Sekundarstufe I (Hauptschulabschluss und Fachoberschulreife) und der Sekundarstufe II (Abitur) erworben werden.

## Schulprofil

### Gemeinsam lernen

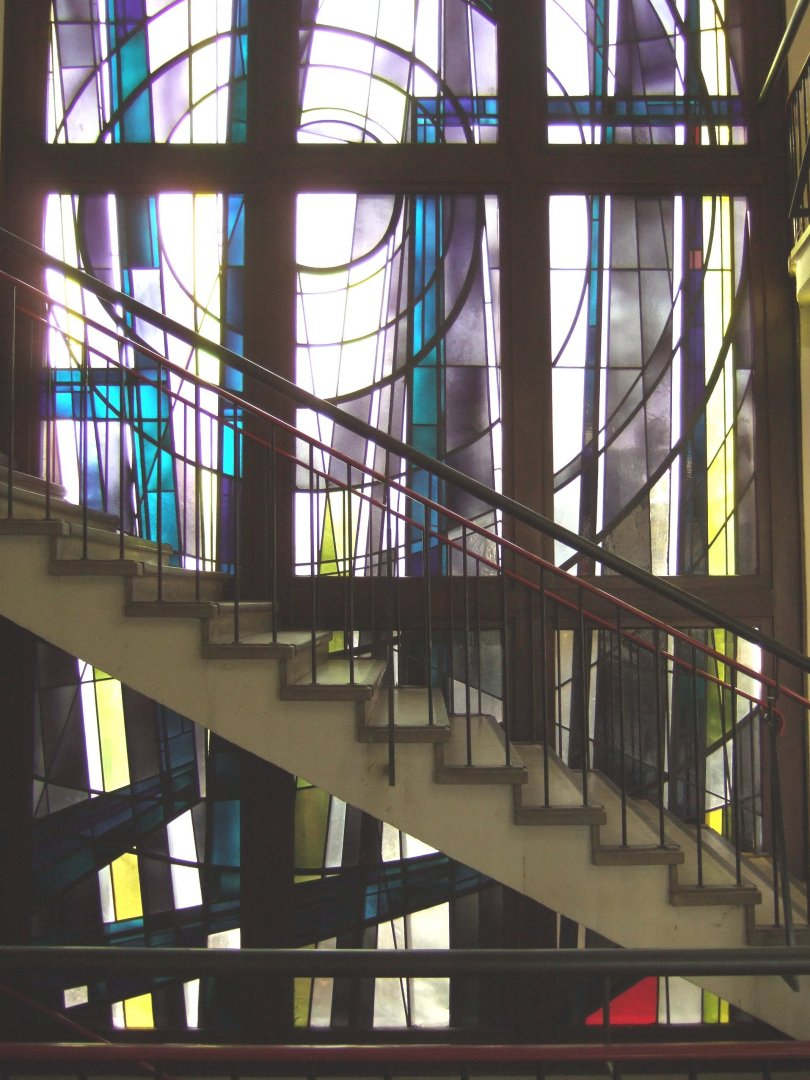
Gerhard Neumann: „Das offene Fenster“ im Treppenhaus des Altbaus

Die Elisabeth-Selbert-Gesamtschule wurde 1991 gegründet und bezog 1993 nach einem zweijährigen Aufenthalt in einem leeren Schulgebäude in Bonn-Röttgen in Bad Godesberg das Schulgebäude in der Hindenburgallee, in dem sich vorher das Nicolaus-Cusanus-Gymnasium befunden hatte.
Nach der Grundschule kann jeder Schüler die Gesamtschule besuchen. Sie gehört zu den Schulen in Deutschland, die es Kindern und Jugendlichen möglich macht, bis zum 10. Schuljahr gemeinsam zu lernen. Seit der Gründung der Schule war sie vierzügig. Nach einem Beschluss des Rates der Stadt Bonn vom Dezember 2005 ist die Schule seit dem Schuljahr 2006/2007 sechszügig.
Die Godesberger Schule ist eine Ganztagsschule. Montags, mittwochs und donnerstags (und freitags die Sekundarstufe II) haben die Schüler bis nachmittags Unterricht. In einer schuleigenen Mensa können die Schüler zu Mittag essen. In den Unterrichtspausen dient die Mensa als Cafeteria.

### Integrationsschule
Die Elisabeth-Selbert-Gesamtschule ist eine der deutschen Integrationsschulen in der Sekundarstufe I. Jedes Jahr werden im fünften Schuljahr Kinder mit einem Handicap in Klassen aufgenommen, in denen sie besonders gefördert werden können. In dieser Klasse unterrichtet neben dem „klassischen“ Fachlehrer ein Sonderpädagoge.
Im Herbst 2005 wurde ein Aufzug eingeweiht, der es Schülern im Rollstuhl ermöglicht, barrierefrei Klassen- und Fachräume auch in der ersten und zweiten Etage des Schulgebäudes zu erreichen. Es bedurfte eines Bürgerantrages, den Eltern initiiert hatten, um den Rat dazu zu bringen, im städtischen Haushaltsplan die finanziellen Mittel zum Bau des Aufzuges einzusetzen.

### Fremdsprachenunterricht
Neben dem obligatorischen Englischunterricht vom 5. Schuljahr an haben die Schüler die Möglichkeit, Französisch, Latein und Spanisch zu lernen. Französisch können sie im 6. und noch einmal im 8. Schuljahr als Fremdsprache wählen, Latein im 8. und Spanisch im 11. Schuljahr.

### Schulstunden im 60-Minuten-Takt
Seit dem Schuljahr 2001/2002 findet der Unterricht an der Godesberger Schule im 60-Minuten-Rhythmus statt. Durch diese Rhythmisierung „erhoffen wir uns“, so die Schule in ihrer Selbstdarstellung, „mehr Ruhe im Schulalltag, eine bessere Rhythmisierung des Ganztags, weniger Planungseinheiten, mehr Gelegenheit zu selbständigem Lernen, mehr Zeit für Übungsangebote in den Fächern sowie einen innovativen, effizienteren, handlungsorientierten Methodeneinsatz.“

### Lehrerraumprinzip statt Klassenraumprinzip
Nach einem Beschluss der Lehrerkonferenz soll an der Elisabeth-Selbert-Gesamtschule vom Schuljahr 2013/2014 an das Klassenraumprinzip durch das Lehrerraumprinzip ersetzt werden. Durch diese Veränderung erhofft sich das Kollegium eine angenehmere Situation in den Schulräumen und eine Förderung der Lehrergesundheit. Die Schulkonferenz soll nach einem Erprobungsjahr über diese Änderung des Schulprogramms abstimmen.

### Dreijährige Oberstufe
Die Laufbahn in der gymnasialen Oberstufe dauert an der Elisabeth-Selbert-Gesamtschule in der Regel drei Jahre und endet mit der allgemeinen Hochschulreife. Die Schule hat sich gegen das Abitur nach zwölf Jahren entschieden.

## Ausstattung

### Räume
Die Schule verfügt über eine Reihe von Räumlichkeiten, die für besondere Unterrichtszwecke oder für die Freizeitgestaltung der Schüler zur Verfügung stehen. Dazu gehören Computer- und Technikräume, die Musikabteilung, eine Schulbibliothek und eine Aula, die etwa 800 Personen Platz bietet. Hier finden Musik- und Theatervorstellungen und Versammlungen der Schulgemeinde statt. Darüber hinaus wird die Aula auch von benachbarten Schulen und der Stadt als Veranstaltungsort für Theater und Konzerte genutzt.

### Sportplatz

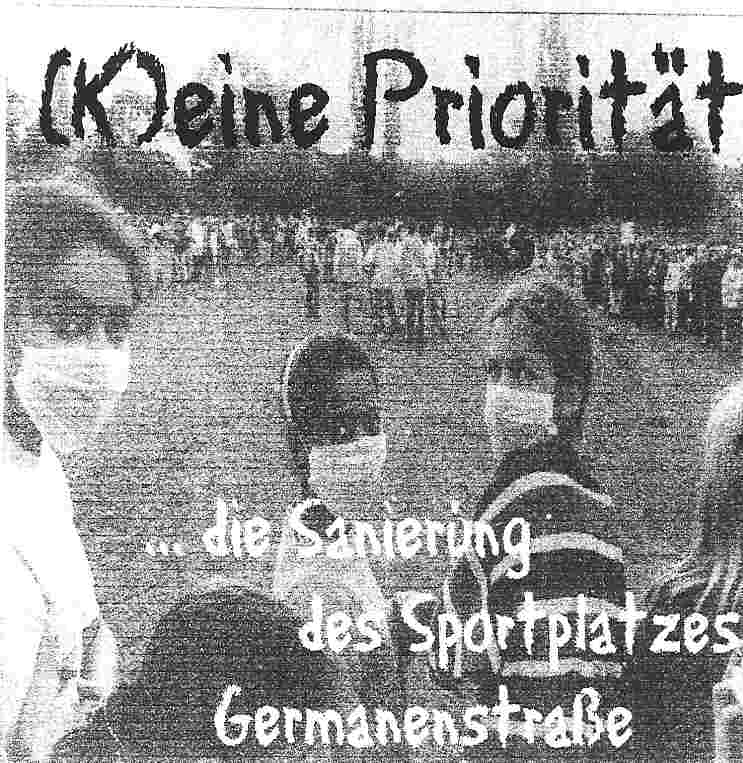
Plakat für die Sanierung des schuleigenen Sportplatzes (Oktober 1999)

Zum Gelände der Schule gehört ein Sportplatz, der einen kontaminierten Belag hatte, als die Schule 1994 in das Godesberger Gebäude zog. Nachdem von Seiten der Stadt nichts unternommen wurde, um die Schadstoffe zu beseitigen, demonstrierten im Oktober 1999 mehrere hundert Schüler für die Sanierung des Platzes. Sie errangen dabei einen Teilerfolg. Eine Hälfte der Fläche wurde instand gesetzt und kann seitdem wieder als Sportplatz genutzt werden. Die andere Hälfte konnte wegen des giftigen Belages von den Schülern nach wie vor nicht genutzt werden. Im November 2007 begannen in diesem Bereich die Bauarbeiten zur Errichtung einer neuen Turnhalle, die im Herbst 2009 fertiggestellt wurde. Vor der Turnhalle befinden sich drei Basketballfelder und Handballtore.

## Schulische Aktivitäten

### Teilnahme an Wettbewerben
Schüler der Godesberger Schule nehmen an folgenden regelmäßigen Wettbewerben teil:
- Vorlesewettbewerb des Börsenvereins des Deutschen Buchhandels – Schüler des 6. Jahrgangs
- Känguru der Mathematik – Schüler aller Klassen vom 5. bis 10. Schuljahr
- Jugend debattiert – Schüler der Jahrgänge 8–10 und 11–13.
- Bonn-Marathon – gemischte Staffeln (6 Läufer incl. 2 Läuferinnen), deren Gesamtalter nicht über 89 Jahre liegen darf
- Mathematik A-Lympiade – Schüler der Klassen 11–13

### Schulorchester
Zur Elisabeth-Selbert-Gesamtschule gehört seit 1990 eine eigene schulinterne Musikschule mit den Schwerpunkten Blasinstrumente, Streicher und Big Band. Etwa ein Dutzend Instrumentallehrer unterrichten im Orchesterhaus. Um den Eltern der Orchesterkinder die Finanzierung der musikalischen Ausbildung zu erleichtern, wurden von den Trägern des Orchesters weit über 500 Instrumente und Verstärker angeschafft, die gegen eine geringe monatliche Gebühr entliehen werden können.
Gegenwärtig gibt es die Ausbildungsgruppe des 5. und 6. Jahrgangs (ca. je 35 Bläser und Streicher), das Unterstufenorchester, die Mittelstufen-Big-Band, die Oberstufen-Big-Band „Brassrock“, eine Saxophongruppe und die Jazzgruppe „Brassjazz“. Außerdem kümmern sich Kolleg/inn/en um die Unterstufen- und Oberstufen-Chöre und es gibt eine Lehrerband und einen Lehrerchor. Zu den Instrumentallehrern gehören professionelle Musiker mit regionaler und internationaler Erfahrung. Ein weiterer Ausbau der Musikabteilung wird angestrebt.

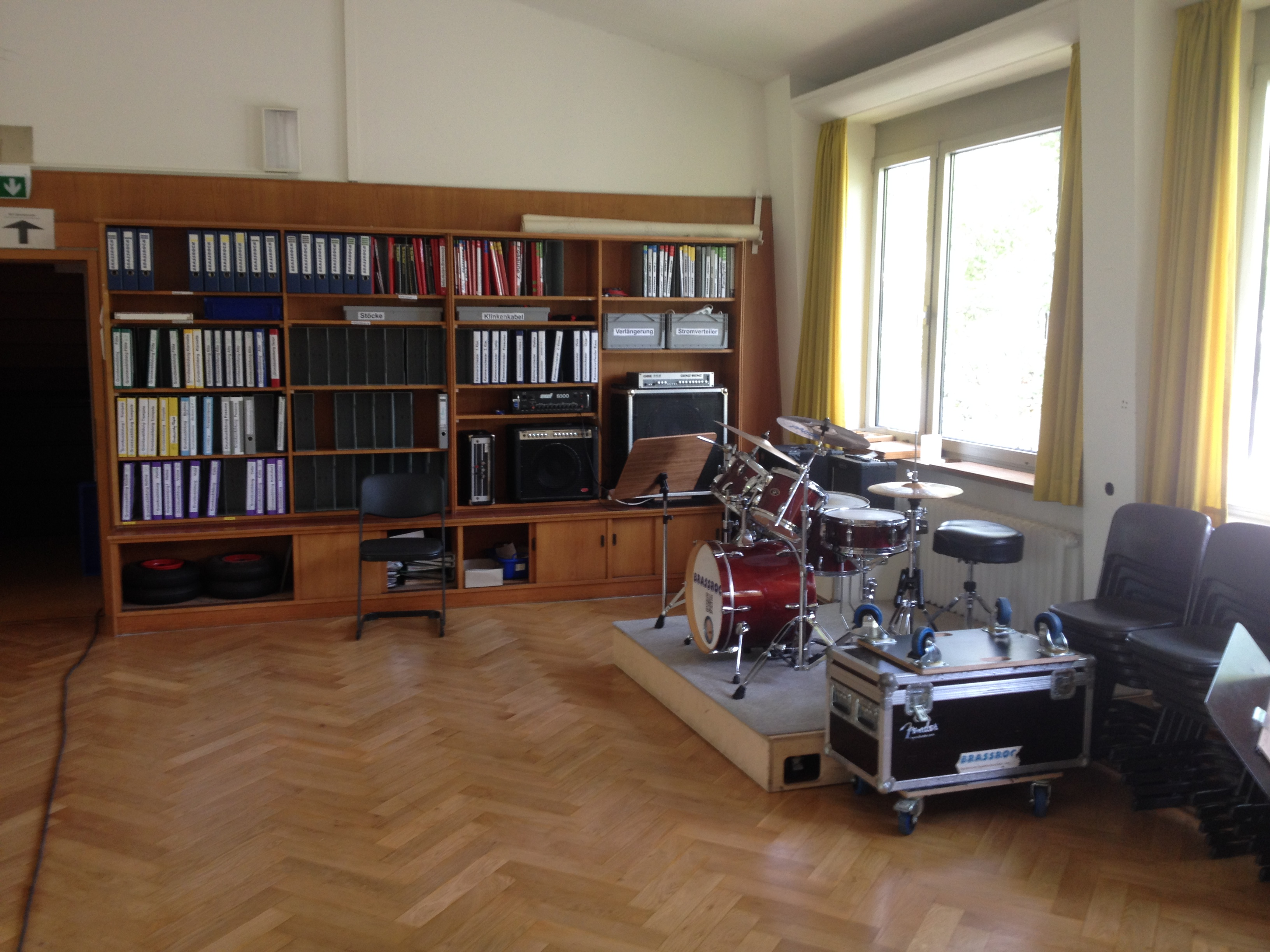

Etwa 50 Auftritte aller Schulensembles finden jährlich statt: auf Weihnachtsmärkten, Stadtfesten, Konzerten oder Schulfestivals innerhalb und außerhalb der Schule und der Stadt. Es bestehen enge Vernetzungen oder Patenschaften zu anderen Orchestern, Musikschulen, Institutionen wie dem Beethovenfest, freien Trägern, anderen Schulen und Kirchengemeinden. Aus den Gagen der jährlichen Auftritte fließen erhebliche Beträge in den Instrumentenkauf und damit in den Fortbestand der Orchesterarbeit. Seit der Erweiterung der Schule verfügt die Orchesterabteilung über einen großen Probenraum (die Alte Bibliothek), weitere Übe- und Unterrichtsräume für Instrumentalunterricht und Proben im Orchesterhaus und ein Büro, das mit einer zusätzlichen hauptamtlichen Stelle besetzt ist – seit 2008 leistet jedes Jahr eine Vollzeitkraft (Bundesfreiwilliger) ihr FSJ-Kultur im Orchester ab.
Der Leiter der Abteilung ist der Bonner Musikpädagoge Martin Schlu. (Jan. 2018)

### Projekte mit Theater und Oper
Seit dem 23. Oktober 2006 probten rund 110 Schüler von vier Bonner Schulen, darunter Schüler der Elisabeth-Selbert-Gesamtschule, Carl Orffs „Carmina Burana“ als Tanztheater. Im Rahmen des regulären Schulunterrichts und unter Anleitung professioneller Choreographen und Tanzpädagogen wurden für junge Tänzer aus den Klassen 6 und 8 altersgerechte Choreografien erarbeitet und ausgiebig geprobt. Im Mai 2007 wurden die Ensembles zusammengeführt und arbeiteten gemeinsam auf den krönenden Abschluss hin: eine Aufführung auf der Bühne des Bonner Opernhauses am 20. Juni 2007, musikalisch begleitet vom Beethoven Orchester Bonn, vom Philharmonischen Chor der Stadt Bonn, vom Kinderchor der Lukas-Kirche in Bonn sowie von Sigrún Pálmadóttir aus dem Bonner Opernensemble. Inspiriert wurde das Carmina-Burana-Projekt von der Arbeit der Education-Projekte, die die Berliner Philharmoniker unter Sir Simon Rattle seit 2003 mit Schülern Berliner Schulen durchführen.
Nach dem Projekt „100 Bonner SchülerInnen tanzen die Carmina Burana“ folgte – dieses Mal für Schüler der Klasse 6d – die Beschäftigung mit Ludwig van Beethoven. Zu dessen Musik erarbeiteten sie zusammen mit drei Klassen aus anderen Bonner Schulen seit 2008 eine dramatische Choreographie. Grundlage war eine gekürzte und bearbeitete Version der 1805 uraufgeführten „Befreiungsoper“ Leonore/Fidelio. Nach vier Monaten Bewegungstraining und Tanzproben im regulären Schulunterricht, nach der Beschäftigung mit dem Werk und der Musik Beethovens, nach Besuchen bei Chor- und Orchesterproben zeigten die Schüler in einer öffentlichen Aufführung mit professioneller musikalischer Unterstützung das Resultat ihrer Arbeit am 30. Mai 2009 und am 17. Juni 2009 in der Oper.

### Schülerzeitung
Seit dem 4. März 2013 wird die gedruckte Schülerzeitung „Die Else“ verkauft. Zuvor wurden Artikel nur Online auf der Webseite veröffentlicht. Seitdem erschien die Zeitung jedes Schulhalbjahr.

### Austauschprogramme
Die Bad Godesberger Gesamtschule führt einen Schüleraustausch mit französischen Schulen durch. Seit 2010 besteht ein Austausch mit dem „Collège Roland Dorgelès“ in Paris.
Die Lehrerkonferenz beschloss im Dezember 2006 weitere Austauschprogramme: mit einem privaten Gymnasium in Kiew (Ukraine) und einem Gymnasium im italienischen Schio. Ein erster Austausch mit Schio fand im Frühjahr 2006 statt.

## Auszeichnungen

### „Schule ohne Rassismus“
Seit dem 5. November 2001 trägt die Elisabeth-Selbert-Gesamtschule den Titel „Schule ohne Rassismus – Schule mit Courage“. Schulpate ist der Kabarettist Volker Pispers.

### Agenda 21 in der Schule
Seit 2005 erhielt die Bad Godesberger Gesamtschule mehrfach die Auszeichnung bei „Agenda 21 in der Schule“ und „Schule der Zukunft“.

### „Gütesiegel Individuelle Förderung“
22 Schulen aus Nordrhein-Westfalen wurden am 3. Februar 2007 von Ministerpräsident Jürgen Rüttgers und Schulministerin Barbara Sommer auf dem ersten bildungspolitischen Symposium in Essen mit dem „Gütesiegel Individuelle Förderung“ ausgezeichnet. Die Elisabeth-Selbert-Gesamtschule gehört dazu. In der Laudatio heißt es, dass sie eindrucksvoll zeigt, „in welcher Weise Rahmenbedingungen des Unterrichts für eine nachhaltige individuelle Förderung verändert werden können. Eine verbesserte Rhythmisierung des Unterrichts, mehr Raum für individuelles Lerntempo und für Formen selbstständigen Lernens sind hervorzuhebende Aspekte dieser Veränderung. Des Weiteren werden hier ein erfolgreiches Übergangsmanagement in Kooperation mit der Grundschule sowie ein umfassendes Konzept zur Berufsvorbereitung und Berufswahlorientierung praktiziert. Die Förderung grundlegender Lern- und Sprachkompetenzen in der Orientierungsstufe, eine kontinuierliche und wirksame Förderung der Schüler mit Lern- und Leistungsschwierigkeiten, Förderprogramme zur Verbesserung der Lernmotivation sowie Stärkung der Lehrerkompetenzen in der Diagnostik und Begleitung von Schülern sind weitere Schwerpunkte der Förderpraxis“.

### Sonderpreis „Leben und Umwelt“ der Deutschen Bundesstiftung Umwelt
Mit dem Projekt „KOFAR – Das Abgasreinigungsprojekt“ („Pizzaofen“) gewann die Klasse 10 b gleich zwei Preise: die Bronze-Medaille bei der internationalen Erfindermesse in Nürnberg im Jahr 2006 und den Sonderpreis „Leben und Umwelt“ der Deutschen Bundesstiftung Umwelt (DBU) beim
Schülerwettbewerb „Schule macht Zukunft“ 2007 des Magazins Focus.

## Schulnamen

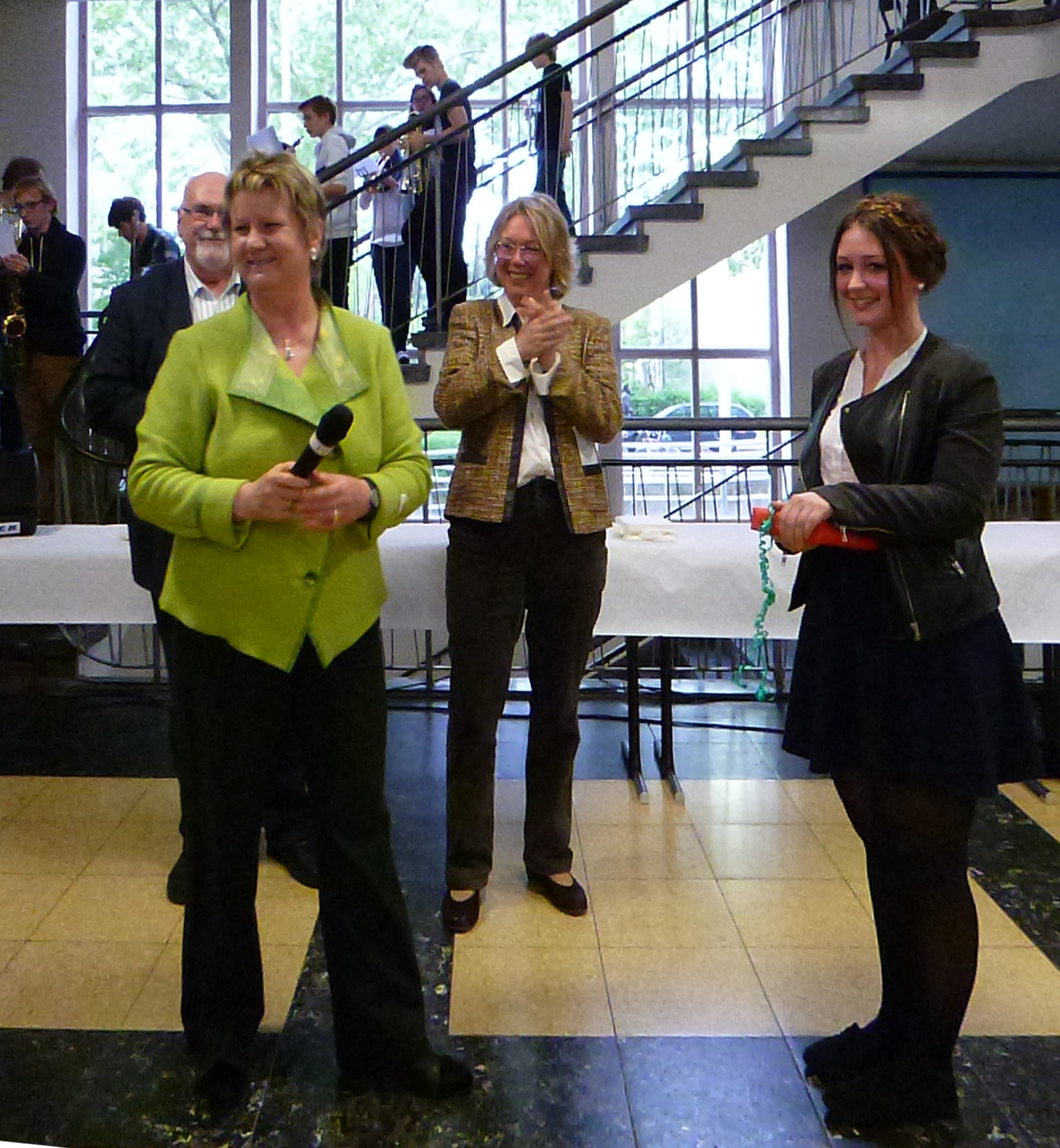
Schulministerin Sylvia Löhrmann bei der Eröffnung der Ausstellung „Mütter des Grundgesetzes“ in der Elisabeth-Selbert-Gesamtschule am 7. Mai 2014

Seit der Gründung der Schule gab es mehrfach Versuche, ihr einen Namen zu geben. 2005, als die Schule Gesamtschule Bonn-Bad Godesberg hieß, initiierten Schüler eines Oberstufenprojekts eine Diskussion über den Schulnamen. Sie nannten die Namen von drei Personen, die als Namensgeber in Frage kämen: Marie Kahle, Lothar von Faber und Salo Cahn, Sohn jüdischer Eltern aus Bad Godesberg, der im Alter von vier Jahren nach der Deportation durch die Nazis verschollen ist. Nachdem die Schule 2010 eine neue Leiterin erhalten hatte, gab es eine neue Initiative. Zu den Namen, die Lehrer vorschlugen, gehörten Johanna Kinkel, Elisabeth Selbert und Petra Kelly, Schüler schlugen Joseph Fassbender vor.
Am 7. Juli 2011 beschloss die Schulkonferenz, die Schule nach Elisabeth Selbert zu benennen.

## Baugeschichte

### „Modernste Schule Nordrhein-Westfalens“

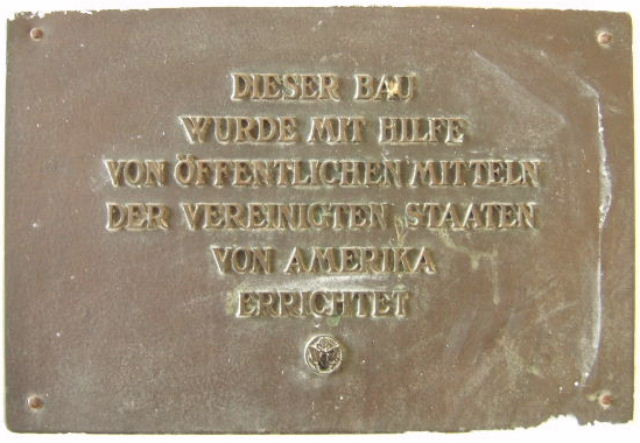
Tafel im Eingangsbereich zum großen Pausenhof – zur Erinnerung an die Unterstützung durch die USA beim Neubau des Gebäudes

Bei der Grundsteinlegung im Jahr 1951 wurde das Gebäude, in das das neu gegründete Nicolaus-Cusanus-Gymnasium (NCG) einzog, als die „modernste Schule Nordrhein-Westfalens“ gepriesen. Gebaut wurde nach einem Entwurf der Architektengemeinschaft Kron und Hitz, Kleefisch und Leyersweck in vier Bauabschnitten.
Bei der Grundsteinlegung wurde eine Urkunde in das Gebäude eingemauert. Darin heißt es einleitend:
„Am 18. Juni 1951 – in der Amtszeit des Bundespräsidenten der Bundesrepublik Deutschland Professor Dr. Theodor Heuß, des Bundeskanzlers Dr. Konrad Adenauer – in Anwesenheit des Kultusministers des Landes Nordrhein-Westfalen Frau Christine Teusch, in Anwesenheit ferner des Oberbürgermeisters der Stadt Bonn Dr. Peter Stockhausen, […]wurde dieser Grundstein durch den Ministerpräsidenten des Landes Nordrhein-Westfalen Karl Arnold gelegt.“ Prominente Besucher bei der Grundsteinlegung weisen auf die große Bedeutung des Neubaus hin. Neben den deutschen Förderern des Schulbaus waren es die USA, vertreten durch den Hohen Kommissar, die einen erheblichen finanziellen Beitrag bereitstellten. Davon zeugt heute noch eine Tafel im Eingangsbereich zum großen Schulhof.
Bis zum Ende des Jahres 1952 wurden die Klassentrakte an der Hindenburgallee und der Verwaltungsflügel fertig gestellt. 1953/54 konnten die naturwissenschaftlichen Räume, die Kunsträume und die „alte“ Turnhalle ihrer Bestimmung übergeben werden. Der Sportplatz wurde 1955 feierlich eingeweiht. Vom Sommer 1956 bis Herbst 1958 wurden die Aula und die Räume für den Musikunterricht gebaut, so dass die Gesamtanlage im Jahre 1958 endgültig zur Verfügung stand. „Das Gebäude ist“, so der ehemalige Leiter des NCG, Helmut Breier, „den pädagogischen Vorstellungen der Gründer entsprechend, bewusst weiträumig angelegt, mit breiten Fluren und großen Lichthöfen, mit offenen Treppenhäusern, großen Fenstern und mit beachtlicher künstlerischer Ausgestaltung.“

### Coincidentia oppositorum
Von der künstlerischen Gestaltung zeugen heute im Innenbereich des Gebäudes das bleiverglaste Fenster im Treppenaufgang von Gerhard Neumann und die von Joseph Fassbender im Foyer gestaltete Wand. „Coincidentia oppositorum“ hat der Kölner Künstler diese Arbeit genannt – „Zusammenfall der Gegensätze“. Dieser philosophischen Idee von Nicolaus Cusanus gab Fassbender Gestalt und diese Idee sollte das Konzept der Schule ausdrücken. Die neue Schule war das erste koedukative Gymnasium in Bonn. Jungen und Mädchen sollten hier zusammen lernen, „Flüchtlingskinder“ aus der damaligen DDR und den verlorenen Ostgebieten saßen neben Politiker- und Diplomatenkindern, deutsche Kinder neben Kindern aus (zeitweise) vierzig Nationen. Die von Joseph Fassbender gestaltete Wand erstreckt sich über zwei Etagen. Heute ist nur der im Foyer der Schule gelegene Teil zu besichtigen. Der Teil der Wand, der sich in der ersten Etage des Gebäudes befindet, ist seit mehreren Jahren durch einen Umbau verstellt.

### Erweiterung der Schule
Eine erste Erweiterung des Gebäudes fand 1973 durch den Bau einer zusätzlichen Turnhalle statt. Ende der 70er Jahre wurde dann an der Gotenstraße ein neuer dreigeschossiger Gebäudetrakt errichtet, der durch eine zweigeschossige „Seufzerbrücke“ mit dem Altbau verbunden ist. Gestiegene Schülerzahlen war dafür ein wichtiger Grund. Ursprünglich als zweizügiges Gymnasium geplant, sollte nun Platz geschaffen werden für drei Züge.
Nachdem 1993 in das Gebäude die Gesamtschule eingezogen und das Gebäude durch den Neubau einer Mensa auch den Erfordernissen einer Ganztagsschule angepasst worden war, beschloss im Dezember 2005 der Rat der Stadt, dass die Schule vom Schuljahr 2006/2007 an im Bereich der Sekundarstufe I (Klassen 5–10) 6-zügig werden soll. Hintergrund dieser Entscheidung ist der Umstand, dass seit einigen Jahren mehrere hundert Kinder keinen Platz an einer der drei städtischen Gesamtschulen in Bonn bekommen und abgewiesen werden müssen. Eine Erweiterung der Sekundarstufe II beinhaltet der Beschluss nicht.

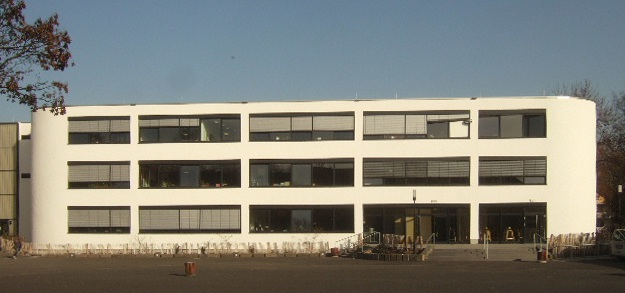
Neubau (November 2009)

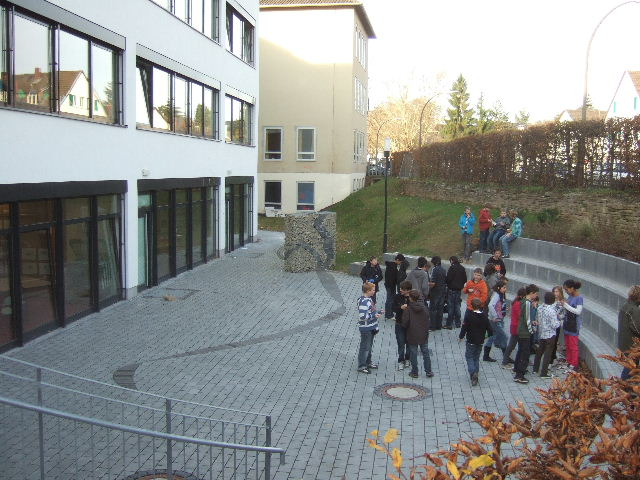
„Kunsthof“ mit einer Plastik nach dem Entwurf eines ehem. Schülers

Der Ratsbeschluss wurde trotz zahlreicher ungeklärter Fragen gefasst. So gab es zum Zeitpunkt des Beschlusses von Seiten der Stadt lediglich Ideen für den weiteren Ausbau des Gebäudes, aber keine Planung. Unklar war unter anderem, wo Neubauten für Klassen- und Fachräume angebracht werden sollen.
Im August 2006 legte der Bonner Architekt Karl-Heinz Schommer einen Plan für den Ausbau vor. Dabei nahm er Abstand von einem An- und Aufbau bei bestehenden Gebäudeteilen. Stattdessen wurden der bisherige Kunst-/Technik-Trakt und die alte Turnhalle abgerissen und an deren Stelle entstand ein neues dreistöckiges ovales Gebäude mit 18 Klassenräumen, zwei Differenzierungsräumen, Kunsträumen, einem Selbstlernzentrum einschließlich Bibliothek und Schülerarbeitsplätzen und eine Cafeteria. Eine neue Turnhalle mit drei Einheiten wurde auf dem nicht sanierten Teil des Sportplatzgeländes gebaut.
Nicht ausgebaut wurde die Mensa, obwohl sie nach der Erweiterung sehr viel mehr Schüler nutzen als ursprünglich geplant. Stattdessen wurden Räume, die über der Mensa liegen, über eine neu errichtete Treppe mit dem Mensabereich verbunden und umgenutzt.
Gegen den Plan, die Bad Godesberger Schule zu erweitern, sprachen sich die Lehrerkonferenz und die Schülervollsammlung mit überwältigender Mehrheit aus. Lediglich eine knappe Mehrheit der Elternpflegschaft konnte der Entscheidung Positives abgewinnen. Die Schulkonferenz stimmte am 11. September 2006 der Erweiterung zu. Auf seiner Sitzung am 14. Dezember 2006 beschloss der Rat der Stadt Bonn die Baumaßnahmen im Zusammenhang mit der Erweiterung der Schule. Auf derselben Sitzung gab der Rat außerdem der Modernisierung des naturwissenschaftlichen Fachbereiches im Jahr 2009 für 2.500.000 Euro grünes Licht. Insgesamt wird die Erweiterung, die 2009 abgeschlossen sein soll, von Seiten der Stadt mit 9,6 Millionen Euro veranschlagt.
Abriss und Neubau begannen im April 2007. Im Oktober 2008 wurden die ersten Räume im Neubau fertiggestellt und seitdem genutzt. Die Einweihung der neuen Turnhalle erfolgte im November 2009.

## Persönlichkeiten

### Schüler
- Johannes B. Kerner (* 1964), Fernsehmoderator, Showmaster, Journalist und ehemaliger Fußballkommentator.
- Gerd J. Pohl (* 1970), Schauspieler, Theaterleiter, Puppenspieler.
- Dominik Bahiense de Mello (* 1985), ehemaliger Basketballspieler zuletzt bei der BG Göttingen.
- Sarah Bauerett (* 1984), Schauspielerin[9] u. a. bei Tatort in der ARD, Das Lehrerzimmer (Kinofilm).

### Lehrer
- Hans Weingartz (1949–2024), Verleger und Gründer des Kid Verlags[10]